# Sergej Narubin
Sergej Vladimirovič Narubin (in russo Сергей Владимирович Нарубин?; Mosca, 5 dicembre 1981) è un ex calciatore russo, di ruolo portiere.

## Palmarès

### Club

#### Competizioni nazionali
- Pervenstvo Futbol'noj Nacional'noj Ligi: 1

Dinamo Mosca: 2016-2017